# (100675) Chuyanakahara
(100675) Chuyanakahara est un astéroïde de la ceinture principale d'astéroïdes.

## Description
(100675) Chuyanakahara est un astéroïde de la ceinture principale. Il fut découvert le 4 décembre 1997 à Kuma Kogen par Akimasa Nakamura. Il présente une orbite caractérisée par un demi-grand axe de 2,62 UA, une excentricité de 0,26 et une inclinaison de 4,6° par rapport à l'écliptique.

## Compléments